# Suicidio
Il suicidio (dal latino sui caedere, "uccidere sé stessi") è l'atto con il quale una persona si procura deliberatamente la morte.
Il suicidio è il gesto autolesionistico più estremo, tipico in condizioni di grave disagio o malessere psichico, in particolare in persone affette da grave depressione e/o disturbi mentali di tipo psicotico. Esso può essere determinato anche da cause o motivazioni strettamente personali, ovvero eventi quali particolari situazioni esistenziali sfavorevoli, gravi condizioni economiche e sociali, abusi fisici e psichici, delusioni amorose, condizioni di salute o di non accettazione del proprio corpo, molestie familiari e non, derisioni, bullismo e cyberbullismo.
Dal punto di vista medico-psicologico numerosi dati di letteratura indicano che è sicuramente possibile prevenire il suicidio nella popolazione generale, riducendo drasticamente il numero di morti, attraverso opportune campagne di informazione e mediante programmi e centri di aiuto e assistenza. Sociologicamente il suicidio è stato analizzato in modo approfondito dal sociologo francese Émile Durkheim, che ha individuato quattro tipi di suicidio collegati ai gradi d'integrazione e regolamentazione sociale: egoistico, altruistico, fatalista e anomico.
Nella genesi del suicidio gioca un ruolo importante la componente emulativa: è noto già dall'Ottocento il cosiddetto effetto Werther, l'incremento di suicidi seguito alla pubblicazione del romanzo I dolori del giovane Werther dello scrittore tedesco Goethe. Per questa ragione l'Organizzazione mondiale della sanità ha diramato delle linee guida per dirigere il comportamento degli operatori dell'informazione e dei mezzi di comunicazione di massa, ai quali è affidata la richiesta di un comportamento responsabile. L'opposto dell'effetto Werther è l'effetto Papageno in cui la componente emulativa salva le persone dal suicidio poiché la notizia di una persona che rinuncia a uccidersi provoca una emulazione positiva che porta a scegliere la vita invece che il suicidio.

## Definizione
Il suicidio è un atto volontario con il quale ci si priva della propria vita. Il tentato suicidio o un comportamento suicida non fatale, tale che il desiderio di terminare la propria vita non si traduca nella morte, è considerato autolesionismo. Viene definito invece suicidio assistito quando un individuo, offrendo la propria consulenza o il mezzo per suicidarsi, aiuta un altro a morire. Diversamente, nell'eutanasia si assume un ruolo diretto e attivo nel determinare la morte di un individuo. Per "ideazione suicidaria" si intende il desiderio di mettere fine alla propria vita.
Vi sono poi altre particolari forme di suicidio oltre a quello "semplice", esiste per esempio il suicidio collettivo o di massa e il suicidio allargato; in quest'ultimo caso si tratta dell'uccisione dei familiari (spesso dei figli, per opera del padre o della madre), per non lasciare questi sopravvivere soli e senza sostegno; a questo atto segue il suicidio (attuato o tentato) del soggetto.

## Epidemiologia
n.d.
     <3
     3–6
     6–9
     9–12
     12–15
     15–18
     18–21
     21–24
     24–27
     27–30
     30–33
     >33

Numero di suicidi ogni 100000 persone nel 2004
n.d.
3–6
6–9
9–12
12–15
15–18
18–21
21–24
24–27
27–30
30–33

Si calcola che circa tra lo 0,5% e l'1,4% delle persone muoia per suicidio. A livello globale a partire dal 2008-2009 il suicidio è la decima causa di morte in assoluto, con circa un milione di persone che muoiono tutti gli anni, fornendo un tasso di mortalità dell'11,6 per 100 000 persone per anno. I tassi di suicidio sono aumentati del 60% dal 1960 al 2012, soprattutto nei Paesi in via di sviluppo. Per ogni suicidio portato a termine si calcola che vi siano tra i dieci e i quaranta tentativi. I tassi di suicidio variano significativamente tra i Paesi e nel tempo. La percentuale delle morti nel 2008 era: Africa 0,5%, Europa 1,4%, Americhe 1,2%, sud-est asiatico 1,9 %. Il tasso per 100 000 individui era: Australia 8,6, Canada 11,1, Cina 12,7, India 23,2, Gran Bretagna 7,6, Stati Uniti 11,4. Il suicidio si evidenziò come la decima causa di morte negli Stati Uniti nel 2009 con circa 36 000 casi, ma all'incirca 650 000 persone furono accettate nei dipartimenti di emergenza a seguito di un tentativo non riuscito. Alcuni dati segnalano che Lituania, Giappone e Ungheria hanno i tassi più elevati. I Paesi con il maggior numero assoluto di suicidi sono la Cina e l'India, che rappresentano oltre la metà del totale. In Cina il suicidio è la quinta causa di morte in assoluto. Il tasso di suicidio in Svizzera è stato uno dei più alti in confronto a molti altri Paesi europei.

### Sesso

Tasso di suicidi ogni 100 000 uomini e donne in Europa (dati dal 1950-2022)

Nel mondo occidentale i suicidi maschili sono da tre a quattro volte più frequenti che nelle femmine, anche se queste ultime hanno un numero quattro volte superiore per i tentativi mancati; ciò è stato attribuito al fatto che i maschi utilizzano mezzi sicuramente più letali per togliersi la vita. Questa differenza è ancora più marcata negli individui maschili di età superiore ai 65 anni, che si tolgono la vita dieci volte di più rispetto alle femmine. La Cina ha invece uno dei più alti tassi di suicidio femminile ed è l'unico Paese in cui la percentuale si rovescia (rapporto di 0,9). I tassi di suicidio nella zona del Mediterraneo orientale sono quasi equivalenti tra i generi. Per le donne il più alto tasso di suicidi si riscontra in Corea del Sud con 22 casi per 100 000, con alti tassi nel sud-est asiatico e nel Pacifico occidentale.
I dati sul sesso degli autori indicano come il suicidio, in particolare il suicidio maschile, sia una tematica di genere. In particolare i movimenti per i diritti degli uomini sottolineano come questi siano in contraddizione con la teoria dell'oppressione femminile nella società.

### Età
In molti Paesi il tasso di suicidio appare più alto nella mezza età o negli anziani. Il numero assoluto di suicidi è però più alto nella fascia di età tra i 15 e i 29 anni, forse per la presenza di un numero maggiore di individui. Negli Stati Uniti risulta più frequente negli uomini caucasici ultraottantenni, anche se i più giovani lo tentano più frequentemente. Il suicidio è la seconda causa di morte tra gli adolescenti e nei giovani maschi viene solo dopo la morte accidentale. Per questi ultimi rappresenta circa il 30% delle cause di mortalità. I tassi riscontrabili nei Paesi in via di sviluppo sono simili, ma la percentuale di decessi complessivi si abbassa per via dell'alto numero di morti per altri traumi. Nel sud-est asiatico, a differenza di altre aree del mondo, i decessi per suicidio si verificano più frequentemente nelle giovani donne rispetto alle anziane.

### Religione
Alcuni studiosi ipotizzano una correlazione tra le credenze religiose prevalenti in una certa area geografica e il tasso di suicidio sulla stessa area. In particolare, nel saggio Il suicidio. Studio di sociologia di Émile Durkheim si rileva empiricamente una correlazione inversa tra tasso di suicidio e appartenenza ad un'area non secolarizzata (indipendentemente dell'appartenenza religiosa dei singoli individui). La spiegazione ipotizzata alla base del fenomeno è nella somma tra l'effetto della rete di solidarietà e la proibizione del suicidio di molte confessioni religiose.

### Rapporto tra suicidi e crisi economica in Europa
Secondo un articolo della giornalista freelance Daniela Cipolloni, contrariamente alle notizie diffuse dagli organi di informazione, la crisi economica iniziata nel 2008 non avrebbe prodotto un netto e chiaro incremento nel tasso di suicidi: questi eventi in Italia, secondo dati ISTAT, sono stati in numero di 150 nel 2008, passando a 198 nel 2009 (con un aumento del 24,8%) e scendendo a 187 nel 2010 (con un calo del 6%). Il rapporto tra crisi economica e suicidio sarebbe inoltre smentito dal fatto che Paesi europei come la Germania e la Finlandia, in cui la crisi è meno grave, registrano tassi tra i più alti di suicidio, mentre la Grecia, in assoluto il Paese colpito in maniera più grave dalla crisi, esibisce i tassi di suicidio più bassi d'Europa.
Peraltro, dato il ruolo importante della componente emulativa nel determinare decisioni di suicidio (per esempio è noto dall'Ottocento il cosiddetto effetto Werther), l'insistere da parte dei mezzi di comunicazione di massa su notizie di suicidi dovuti in apparenza a cause economiche può avere l'effetto di incentivare la scelta di persone che si trovino in situazioni analoghe di difficoltà.
Da un'estesa analisi italiana condotta sui dati clinici ospedalieri relativi a tutte le visite al Pronto Soccorso (PS) di bambini e adolescenti (età compresa tra 0 e 17 anni) avvenute, tra il 1 gennaio 2018 e il 31 dicembre 2021, in nove ospedali: Brescia, Cagliari, Firenze, Genova, Roma (2 ospedali), Sassari, Trieste e Torino con un bacino di utenza complessivo di 7 milioni di persone è emerso il collegamento tra suicidi dei ragazzi e bullismo, stress scolastico e post Covid.

## Fattori di rischio

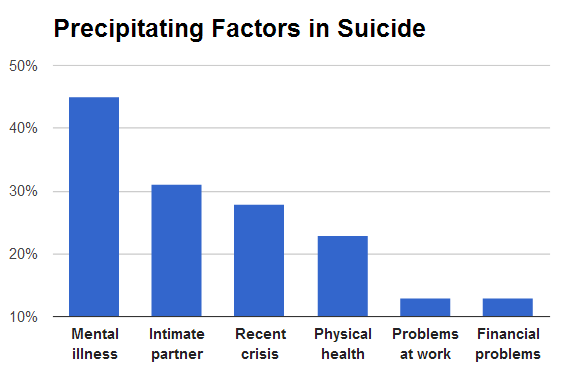
Le circostanze scatenanti per il suicidio relativamente a sedici Stati americani nel 2008

I fattori che possono influenzare il rischio di suicidio comprendono i disturbi psicologici, l'abuso di droga, gli stati psicologici alterati, alcune situazioni culturali, familiari e sociali, e talora la genetica. Malattie mentali e abuso di sostanze spesso coesistono. Altri fattori di rischio includono l'avere già tentato un suicidio, la pronta disponibilità di un mezzo per commettere l'atto, e infatti il tasso dei suicidi è maggiore nelle famiglie con armi da fuoco che in quelle prive, una storia familiare di suicidio, o la presenza di lesioni cerebrali traumatiche.
I fattori socio-economici, come la disoccupazione, la povertà, la detenzione, essere senzatetto e la discriminazione possono scatenare pensieri suicidi. Tra il 15 e il 40% delle persone che si tolgono la vita lasciano un biglietto d'addio. Secondo uno studio la genetica condizionerebbe tra il 38% e il 55% dei comportamenti suicidari. I veterani hanno un elevato rischio di suicidio dovuto in parte a più alti tassi di malattie mentali e problemi di salute fisici legati all'esperienza subita.
Il suicidio è meno frequente nelle società che dispongono di una forma di coesione, che garantisce una rete famigliare, locale e statale di assistenza e protezione.

### Uso di sostanze

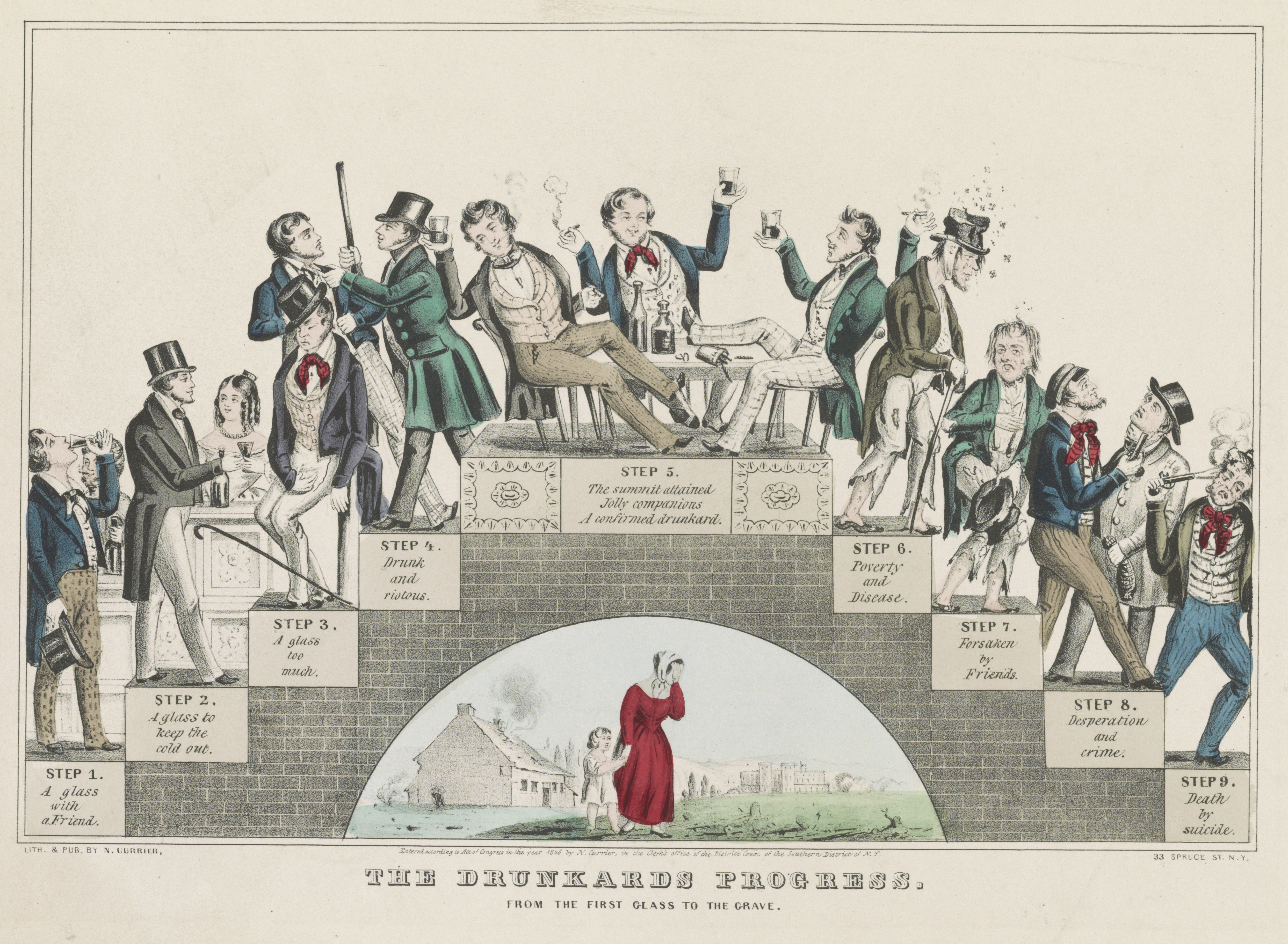
La carriera di un ubriacone (1846), che stabilisce un collegamento tra alcolismo e suicidio

L'abuso di sostanze è il secondo fattore di rischio più comune per il suicidio dopo la depressione maggiore e disturbo bipolare. Sia l'abuso cronico di sostanze, così come intossicazione acuta sono associate. In combinazione con il dolore personale, come il lutto, il rischio è ulteriormente aumentato. Inoltre l'abuso di sostanze è talora associato a disturbi di salute mentale.
La maggior parte delle persone sono sotto l'effetto di droghe sedativo-ipnotiche (per esempio alcol o benzodiazepine) quando commettono suicidio. Una situazione di alcolismo è presente tra il 15% e il 61% dei casi. I Paesi che hanno tassi più elevati di consumo di alcol e una maggiore densità di rivendite di alcolici, in genere hanno anche alti tassi di suicidio. Tra il 2,2% e il 3,4% di coloro che sono stati trattati per l'alcolismo ricorrono al suicidio. Gli alcolisti che tentano il suicidio sono di solito di sesso maschile, anziani e hanno già tentato il suicidio in passato. Tra il 3% e il 35% dei decessi tra coloro che usano eroina sono dovuti al suicidio (un valore circa 14 volte superiore rispetto a quelli che non ne fanno uso).
Anche l'abuso di cocaina e metanfetamine ha un'alta correlazione con il suicidio. In coloro che usano la cocaina il rischio è maggiore durante la fase di abbandono. Il fumo di sigarette è stato associato al rischio di suicidio: vi sono scarse prove sul perché esista questa associazione, ma è stato ipotizzato che possano emergere problemi di depressione e/o alterazione dell'umore in correlazione agli effetti del tabacco sul sistema nervoso. Tuttavia la cannabis non sembra aumentare il rischio in modo indipendente.

### Il problema del gioco d'azzardo
Il problema del gioco d'azzardo è associato ad aumento dell'ideazione suicidaria e dei tentativi, rispetto alla popolazione generale. Tra il 12% e il 24% dei giocatori d'azzardo patologici tentano il suicidio. Tra i coniugi dei giocatori d'azzardo il tasso di suicidi è tre volte superiore a quella della popolazione generale. Altri fattori che aumentano il rischio dei giocatori comprendono la malattia mentale, l'alcolismo e la tossicodipendenza.

### Condizioni mediche
Esiste un'associazione tra suicidio e problemi di salute fisica tra cui: il dolore cronico, danno cerebrale traumatico, cancro, pazienti sottoposti a emodialisi, affetti da HIV, da lupus eritematoso sistemico e altre condizioni mediche debilitanti. La diagnosi di cancro raddoppia approssimativamente il conseguente rischio di suicidio. La prevalenza di una maggiore tendenza al suicidio persisteva anche dopo la cura per la malattia depressiva e per l'abuso di alcol. Nelle persone con più di una condizione medica il rischio era particolarmente elevato e in Giappone i problemi di salute sono elencati come la giustificazione primaria per il suicidio.
I disturbi del sonno come l'insonnia e l'apnea del sonno sono fattori di rischio per la depressione e il suicidio. In alcuni casi i disturbi del sonno possono essere un fattore di rischio indipendente di depressione. Un certo numero di altre condizioni mediche possono presentare sintomi simili ai disturbi dell'umore, tra cui: ipotiroidismo, malattia di Alzheimer, tumori cerebrali, lupus eritematoso sistemico e gli effetti negativi di un numero di farmaci (come i beta-bloccanti e gli steroidi).

#### I disturbi mentali
Disturbi mentali sono spesso presenti al momento del suicidio con stime, a seconda dei dati raccolti, che vanno dal 27% a oltre il 90%. Tra coloro che sono stati ammessi in un'unità psichiatrica, il rischio di suicidio è di circa l'8,6%. La metà di tutte le persone che muoiono per suicidio può soffrire di disturbo depressivo maggiore o uno di altri disturbi dell'umore, come per esempio il disturbo bipolare che aumenta il rischio di suicidio di 20 volte rispetto a chi non ne soffre. Altre condizioni aggravanti comprendono la schizofrenia (14%), disturbi di personalità (14%) e il disturbo post traumatico da stress. Circa il 5% delle persone affette da schizofrenia muoiono di suicidio. I disturbi alimentari sono un'altra condizione di rischio elevato.
Una storia di precedenti tentativi di suicidio è il più grande fattore predittivo di un ulteriore tentativo. Circa il 20% dei suicidi ha avuto un precedente tentativo e, fra coloro che hanno tentato il suicidio, l'1% lo realizza entro un anno e più del 5% entro dieci anni. Mentre gli atti di autolesionismo non sono visti come tentativi di suicidio, anche se la presenza di un comportamento autolesionistico è correlato a un aumento del rischio di suicidio.
In circa l'80% dei suicidi completati l'individuo ha visto un medico entro l'anno precedente alla sua morte, e tra questi il 45% entro il mese precedente.

### Stati psicosociali
Un certo numero di stati psicologici aumentano il rischio di suicidio, tra cui disperazione, perdita di piacere nella vita, depressione e una progressiva impotenza. Una scarsa capacità di risolvere problemi, la perdita della capacità e lo scarso controllo degli impulsi possono anch'essi svolgere un ruolo. Negli anziani la percezione di essere un peso per gli altri è importante.
Episodi come la perdita recente di un familiare o di un amico, la perdita di un posto di lavoro o l'isolamento sociale (come vivere da solo) aumentano notevolmente il rischio. Essere religiosi può ridurre il proprio rischio di suicidio, un fattore che è stato attribuito alle posizioni negative che molte religioni intraprendono contro il suicidio; tra i credenti, i musulmani sembrano essere quelli con un tasso più basso.
Alcuni possono togliersi la vita per sfuggire al bullismo o ai pregiudizi. Una storia di abuso sessuale infantile e un periodo trascorso in affidamento possono essere anch'essi fattori di rischio: si ritiene che l'abuso sessuale possa contribuire a circa il 20% del rischio complessivo.
La povertà è associata con il rischio di suicidio. L'aumento della povertà relativa rispetto alla media della società in cui si vive aumenta il rischio di suicidio. Oltre 200 000 contadini in India si sono tolti la vita dal 1997 al 2010, in parte a causa di problemi di debito. In Cina il suicidio è tre volte più probabile nelle regioni rurali rispetto a quelle urbane, in parte a causa delle difficoltà finanziarie in queste zone del Paese.

### Media
I mezzi di comunicazione, compreso internet, possono giocare un ruolo importante nei casi di suicidio. Il modo in cui il suicidio viene presentato può avere un effetto negativo, glorificandolo e romanticizzandolo con un grande impatto emotivo e mediatico.
Questo contagio di suicidio è noto come effetto Werther, dal nome del protagonista de I dolori del giovane Werther, di Goethe, che appunto finisce con l'uccidersi. Questo rischio è maggiore negli adolescenti che possono idealizzare la morte. Sembra che mentre le notizie dei media abbiano un effetto significativo, quello dei mezzi di intrattenimento sia equivoco. L'opposto dell'effetto Werther è l'effetto Papageno, la cui presenza di efficaci meccanismi di adattamento può avere un effetto protettivo. Il termine si basa su un personaggio dell'opera di Wolfgang Amadeus Mozart Il flauto magico, che temendo la perdita di una persona cara sta per togliersi la vita, ma l'aiuto degli amici lo fa desistere dall'uccidersi.

### Razionalità
Il suicidio razionale è il motivato abbandono della propria vita. L'atto di perdere la vita per il bene degli altri è noto come suicidio altruistico. Un esempio di questo è quando un anziano termina la propria vita per lasciare una maggiore quantità di cibo per i più giovani della comunità. In alcune culture eschimesi questo è visto come un atto di rispetto, di coraggio e di saggezza.
Un attacco suicida è un atto politico in cui un attaccante perpetra la violenza contro gli altri sapendo che ciò provocherà la propria morte. Alcuni attentatori suicidi sono motivati dal desiderio di essere considerati dei martiri. Le missioni kamikaze sono state effettuate come un dovere per una causa superiore o come un obbligo morale. L'omicidio-suicidio è un atto in cui a un omicidio segue il suicidio del colpevole entro una settimana dall'atto. Tra il gennaio e il dicembre 2003 in Italia i casi di suicidio a opera dell'autore del delitto erano stati 42, di cui 38 commessi da uomini e quattro da donne. Solo in uno dei casi l'omicidio-suicidio era concordato da entrambe le parti. I suicidi di massa sono spesso eseguiti sotto la pressione sociale in cui i membri rinunciano alla propria autonomia per seguire un leader. Un suicidio di massa può avvenire con un minimo di due persone, spesso definito come un patto suicida.
Come attenuante alle situazioni in cui continuare a vivere sarebbe intollerabile, alcune persone usano il suicidio come una via di fuga. È noto che alcuni detenuti nei campi di concentramento nazisti si sono deliberatamente uccisi toccando le recinzioni elettrificate.

## Metodi

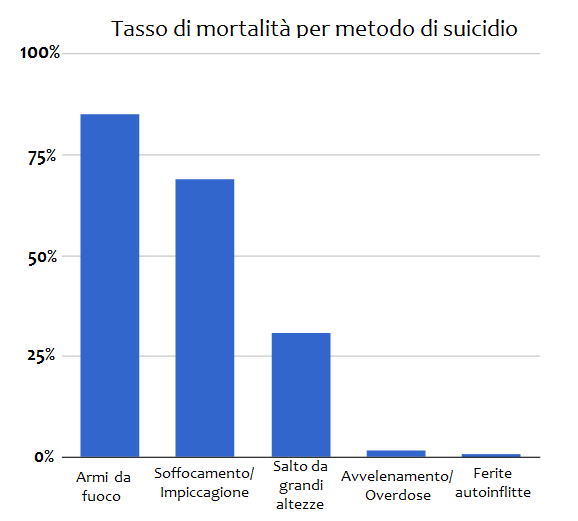
Tasso di fatalità per metodo di suicidio negli Stati Uniti

Il metodo principale utilizzato per suicidarsi varia da Paese a Paese, ma i più frequenti nelle diverse regioni sono l'impiccamento, l'avvelenamento da pesticidi e l'utilizzo di armi da fuoco. Queste differenze sono da ritenersi parzialmente dovute alle disponibilità dei diversi metodi. Uno studio effettuato su 56 Paesi ha rilevato che l'impiccamento è stato il sistema più comune, messo in pratica dal 53% dei suicidi di maschi e dal 39% dei suicidi di femmine.
Il 30% dei suicidi a livello mondiale avviene mediante l'assunzione di pesticidi. Tuttavia l'utilizzo di questo metodo varia geograficamente in modo notevole, da un 4% in Europa a oltre il 50% nella regione del Pacifico. È comune anche in America Latina per via del suo facile accesso all'interno delle popolazioni agricole. In molti Paesi l'overdose di droga rappresenta circa il 60% dei suicidi tra le donne e del 30% tra gli uomini. Molti sono pianificati e si verificano durante un periodo acuto di ambivalenza.
Il tasso di mortalità varia a seconda del metodo utilizzato: per le armi da fuoco vi è una mortalità dell'80-90%, l'annegamento tra il 65 e l'80%, l'impiccamento tra il 60% e l'85%, l'inalazione degli scarichi dell'auto tra il 40% e il 60%, il gettarsi da altezze variabili tra il 35% e il 60%, l'assunzione di pesticidi e l'overdose di farmaci hanno un tasso che varia dall'1,5% al 4%. I metodi più comuni di suicidio spesso non coincidono con quelli che garantiscono maggiori probabilità di successo: per esempio nei Paesi più sviluppati l'85% dei tentativi avviene tramite overdose di droga, che è uno dei metodi meno efficaci.
Negli Stati Uniti il 57% dei suicidi comporta l'uso di armi da fuoco, un metodo leggermente più comune negli uomini rispetto alle donne. Il secondo più frequente è l'impiccamento nei maschi e l'avvelenamento nelle femmine. Messi insieme, questi metodi comprendevano circa il 40% di tutti i suicidi compiuti negli Stati Uniti. In Svizzera il maggior numero di suicidi avviene per impiccamento. Gettarsi dall'alto è comune sia a Hong Kong sia a Singapore, con percentuali rispettivamente del 50% e dell'80%. In Cina l'assunzione di pesticidi è il metodo più comune. In Giappone il tradizionale seppuku (o harakiri) si verifica ancora, ma l'impiccamento rimane il metodo più frequente.

## Fisiopatologia
Non è nota alcuna fisiopatologia sottostante univoca per il suicidio o la depressione. Tuttavia si ritiene che sia il risultato di più fattori comportamentali, socio-ambientali e psicologici.
Bassi livelli del fattore neurotrofico cerebrale (BDNF) sono direttamente correlati con il suicidio e indirettamente attraverso il loro ruolo nella depressione maggiore, nel disturbo da stress post-traumatico, nella schizofrenia e nel disturbo ossessivo-compulsivo. Studi post-mortem hanno trovato una riduzione dei livelli di BDNF nell'ippocampo e nella corteccia prefrontale, sia nei suicidi con condizioni psicologiche sia in quelli senza. Si ritiene che la serotonina, un neurotrasmettitore del cervello, sia particolarmente scarso in coloro che muoiono per suicidio. Questa convinzione è in parte basata sulle prove di un aumento dei livelli dei recettori 5-HT2A dopo la morte. Altre prove comprendono livelli ridotti di un prodotto di degradazione della serotonina, l'acido 5-idrossiindolacetico, nel liquido cerebrospinale. Una prova diretta è tuttavia difficile da raccogliere. L'epigenetica, lo studio delle variazioni dell'espressione genica in risposta ai fattori ambientali che non alterano il DNA, è anch'essa ritenuta utile per svolgere un ruolo nel rischio di suicidio.

## Prevenzione

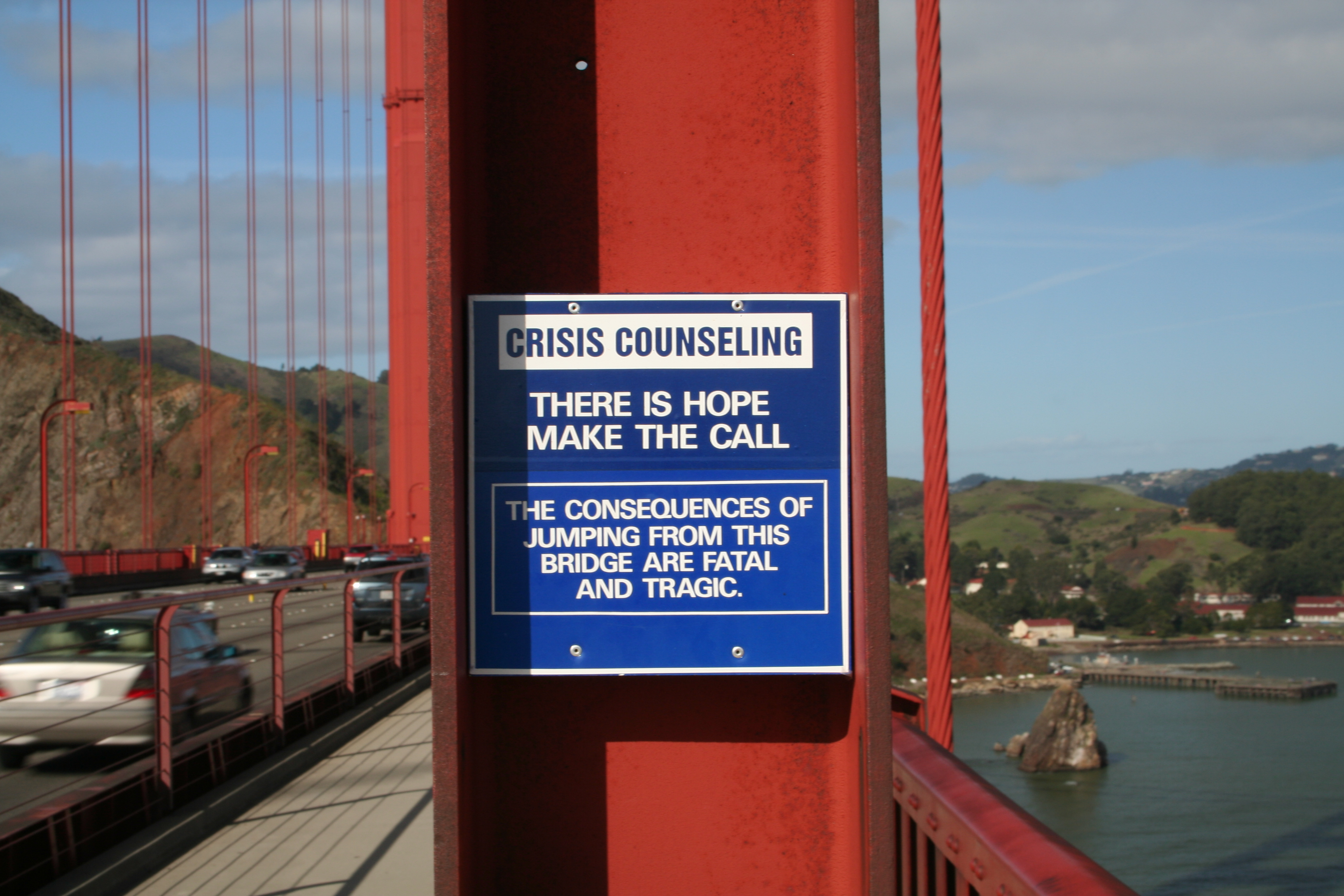
Come iniziativa a prevenzione del suicidio, questo cartello promuove un telefono dedicato, posto sul Golden Gate Bridge, che mette in comunicazione con una linea di aiuto

La prevenzione del suicidio è un termine usato per gli sforzi collettivi al fine di ridurre l'incidenza del suicidio attraverso misure preventive. Ridurre l'accesso a determinati metodi, come le armi da fuoco o i veleni, può ridurre il rischio. Altre misure possono comprendere l'installazione di barriere sui ponti e sulle piattaforme della metropolitana. Il trattamento della tossicodipendenza, dell'alcolismo, della depressione e di coloro che hanno tentato il suicidio in passato può anche essere efficace. Nonostante le linee telefoniche di aiuto siano comuni, non vi sono prove per sostenere o confutare la loro efficacia. Nei giovani adulti che hanno recentemente pensato al suicidio la terapia cognitivo-comportamentale sembra migliorare i risultati. Lo sviluppo economico attraverso la sua capacità di ridurre la povertà può essere in grado di ridurre i tassi di suicidio. Gli sforzi per aumentare la vita sociale, soprattutto nei maschi anziani, può essere efficace.
Nel 2003 l'Organizzazione mondiale della sanità ha istituito la Giornata mondiale per la prevenzione del suicidio, che si tiene ogni anno il 10 settembre.
Il noto regista dell'horror Dario Argento, dopo le riprese del film Suspiria, come ha raccontato nella sua autobiografia e in alcune interviste, ebbe la tentazione di suicidarsi, che seppe fronteggiare grazie al consiglio di un amico medico:

### Screening
Vi sono pochi dati sugli effetti dello screening della popolazione generale sul tasso di suicidio. Poiché vi è un'alta probabilità che vengano trovate positive, attraverso questi strumenti, persone che non sono a rischio di suicidio, vi sono preoccupazioni che lo screening possa aumentare in modo significativo l'utilizzo delle cure per la salute mentale. Si consiglia comunque di valutare coloro che sono ad alto rischio.

### Malattia mentale
In coloro che presentano problemi di salute mentale una serie di trattamenti possono ridurre il rischio di suicidio. Coloro che sono ad alto rischio suicidiario possono essere sottoposti a cure psicologiche volontarie o obbligatorie. Gli oggetti che possono essere utilizzati per danneggiare sé stessi vengono in genere rimossi. Alcuni clinici convincono i pazienti a firmare contratti di prevenzione del suicidio in cui essi si impegnano a non danneggiare sé stessi se non sottoposti a ospedalizzazione obbligatoria; tuttavia non vi sono prove di un effetto significativo di questa pratica. Se una persona è a basso rischio il trattamento ambulatoriale in un centro di salute mentale può essere utile. Non vi sono prove che un ricovero a breve termine possa essere più efficace di una comunità assistenziale per migliorare i risultati nei pazienti con disturbo borderline di personalità che sono cronicamente a rischio di suicidio.
Vi sono prove sperimentali che la psicoterapia, in particolare la terapia comportamentale dialettica, possa ridurre il rischio di suicidio negli adolescenti, così come in quelli con il disturbo borderline di personalità. Può anche essere utile nel ridurre i tentativi di suicidio negli adulti ad alto rischio. Tuttavia le prove non hanno trovato una diminuzione dei suicidi portati a termine.
Vi è un dibattito circa i benefici e i danni derivanti dalla somministrazione di antidepressivi. Nei giovani gli antidepressivi più recenti, come gli inibitori selettivi della ricaptazione della serotonina, sembrano aumentare il rischio di suicidio dal 25 per 1000 al 40 per 1000. Tuttavia nelle persone anziane sembra che possano diminuire il rischio. L'assunzione di litio appare efficace nel ridurre il rischio nei pazienti con disturbo bipolare e con la depressione unipolare a quasi gli stessi livelli della popolazione generale. La clozapina può diminuire i pensieri suicidari in alcune persone con la schizofrenia.

### Riduzione delle opportunità

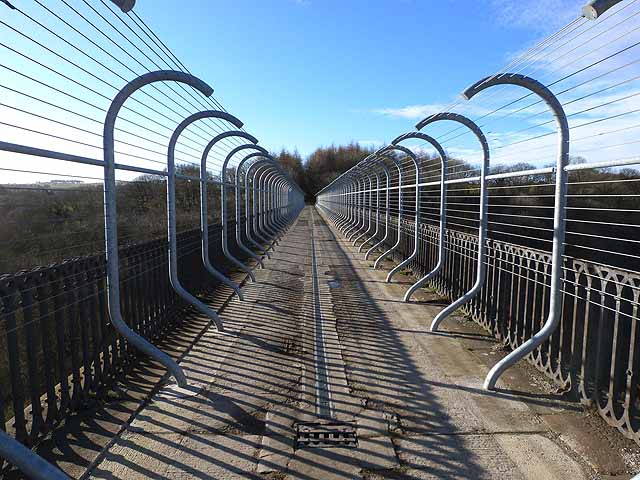
Ponte con barriere anti-suicidio

Oltre al tentativo di intervenire sulle motivazioni e i disagi che spingono gli individui al suicidio, possono essere intraprese delle iniziative per ridurre l'accesso ai più comuni metodi di suicidio, come l'installazione di barriere sui ponti e sulle piattaforme delle metropolitane più interessati dal fenomeno (come il Golden Gate Bridge di San Francisco o il ponte di Avise in Valle d'Aosta), anche se gli studi condotti per analizzare l'impatto sul numero totale di suicidi commessi nella zona dove questo tipo di misure sono state adottate sono giunti a risultati contrastanti. In ogni caso molti tentativi di suicidio sono la conseguenza di crisi acute di breve periodo, cosa che rende verosimile la possibilità di ridurne il rischio mediante un adeguato controllo da parte dei privati e delle autorità degli oggetti più potenzialmente letali, come armi da fuoco, veleni, pesticidi e farmaci, anche perché nel contesto degli Stati Uniti è chiara la correlazione tra la probabilità di morte per suicidio e la disponibilità di armi da fuoco.
Tra i casi più noti di riduzione delle morti per suicidio dovuta alla riduzione delle opportunità di commetterlo si può ricordare la sostituzione nel Regno Unito del gas illuminante con il gas naturale a partire dagli anni cinquanta, che, secondo una stima, avrebbe risparmiato tra le seimila e settemila vite. In Giappone, dove si registra uno dei tassi di suicidio più elevati del mondo industrializzato, i gestori del trasporto ferroviario hanno cercato delle soluzioni per i frequenti suicidi (che tra l'altro causano ritardi e disservizi), come le porte di banchina, gli impianti di videosorveglianza e alcuni metodi di dissuasione psicologica.
Nelle carceri e nei luoghi di cura per persone affette da disturbi mentali il rischio di comportamenti suicidari è elevato ed è spesso gestito mediante specifici accorgimenti con cui si cerca di rendere più difficile portare a termine un atto di disperazione (soprattutto da parte dei soggetti più a rischio), tra cui la sorveglianza continua, la rimozione di possibili armi improprie (oggetti taglienti, vetro, lacci, farmaci, e così via), addestramento del personale, costruzione di celle "anti-suicidio" (dove non sia possibile trovare punti da cui potersi impiccare), uso di sistemi di contenzione per individui in crisi, allarmi, serrature, ringhiere e infissi di sicurezza.

### Condizionamento ambientale
Alcune soluzioni prevedono interventi che non richiedono l'installazione di strutture estese o complesse, come nel caso delle luci blu nelle ferrovie giapponesi, anche se la loro efficacia risulta relativamente limitata, s'ipotizza che tali luci hanno un effetto calmante e positivo sull'umore.

### Linee guida sulla diffusione delle notizie
Per arginare il problema dell'effetto Werther e incentivare l'effetto Papageno, oltre ai modi per chiedere aiuto da parte di chi ha istinti suicidi come parlarne con un familiare, un amico, uno psicologo oppure chiamare il 112 o il Telefono Amico, l'OMS cura un manuale che consiglia ai media come diffondere la notizia di un suicidio. Esso viene aggiornato periodicamente, l'ultima volta nel 2017 e si intitola "Preventing suicide: a resource for media professionals", cioè “Prevenire il suicidio: una guida per i professionisti dei media”. Le principali linee guida sono:
- spiegare a lettori, ascoltatori e telespettatori le notizie riguardo a un suicidio di cui si parla dando anche delle informazioni sulla prevenzione del suicidio;
- non diffondere pregiudizi e leggende metropolitane sui suicidi e non descrivere certi luoghi come posti in cui è comune che le persone si uccidano, né dare molti dettagli sul luogo in cui una persona si è suicidata, specialmente se famosa;
- scrivere degli articoli su come si possono affrontare i pensieri suicidi e come si può chiedere aiuto;
- non dare eccessivo spazio e importanza alle notizie che riguardano i suicidi;
- non usare titoli sensazionalistici quando si parla di un suicidio e non usare l’espressione “suicidio” nel titolo;
- non normalizzare o romanticizzare il suicidio quando lo si descrive, non presentarlo come un’alternativa a un problema;
- non riportare in modo esplicito il modo in cui una persona si è suicidata;
- non diffondere foto o video che mostrano il corpo della persona che si è suicidata e non fornire link ai profili social della persona in questione;
- fare particolare attenzione quando si parla del suicidio di una persona famosa;
- fare particolare attenzione se si decide di intervistare una persona che conosceva la persona morta o che ne era parente perché queste persone possono essere a rischio di farsi del male a loro volta.[134][135]

## Società e cultura

### Legge

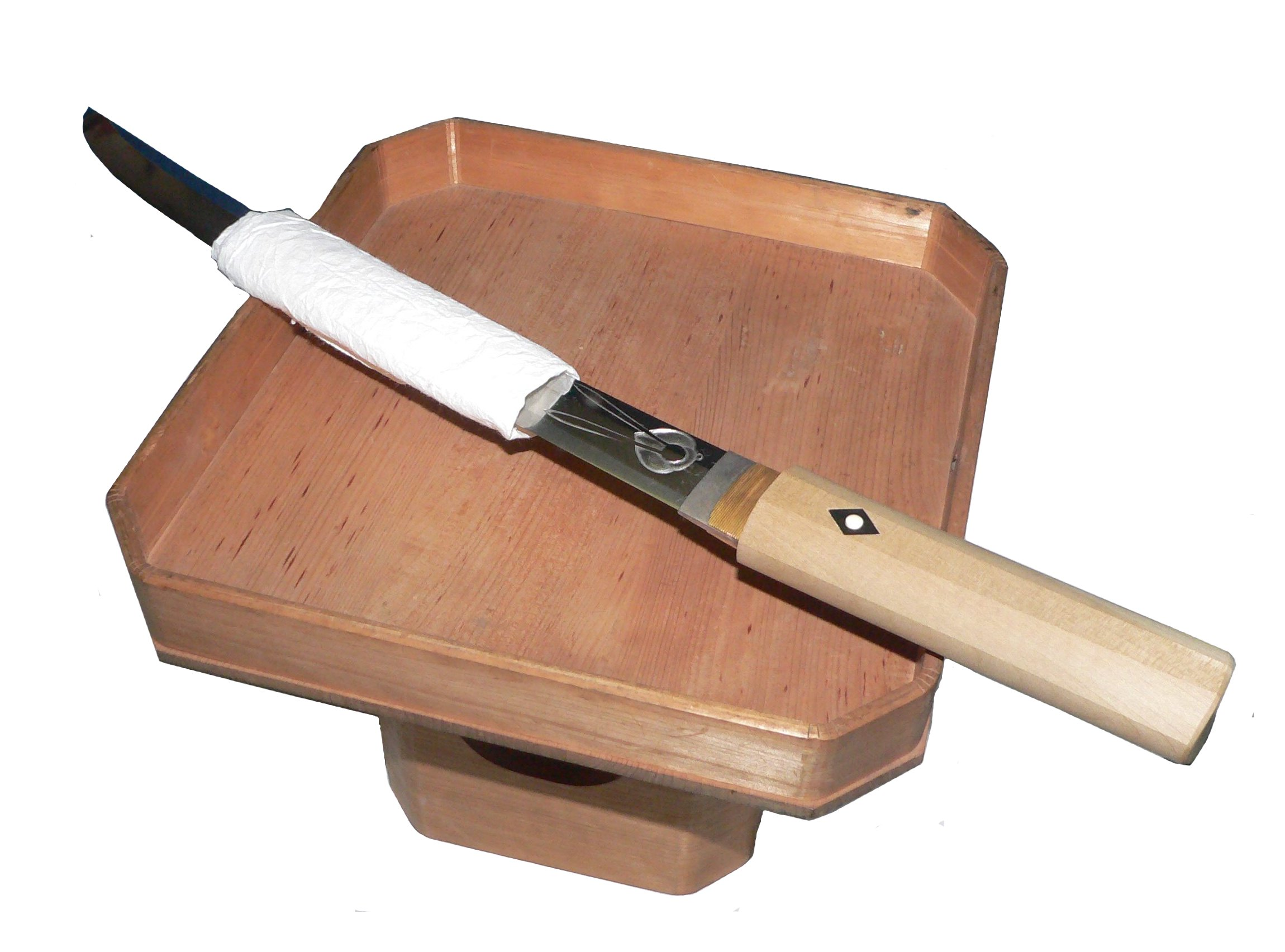
Un tantō, un coltello preparato per il seppuku

Nella maggior parte dei Paesi occidentali il suicidio non è più considerato un reato, tuttavia lo era in molti Paesi europei dal Medioevo fino almeno al XIX secolo. Molti Paesi islamici lo considerano tuttora un reato.
In Australia il suicidio non è un reato, ma è un crimine consigliarlo, incitarlo o aiutare un altro nel tentativo di attuarlo. Il Territorio del Nord dell'Australia aveva brevemente legalizzato il suicidio assistito tra il 1996 e il 1997.
La legge canadese consente esplicitamente a chiunque di utilizzare "la forza che possa ragionevolmente essere necessaria" per evitare che un individuo si suicidi.
Nessun Paese europeo attualmente considera il suicidio o il tentato suicidio un crimine. L'Inghilterra e il Galles lo hanno depenalizzato tramite il Suicide Act del 1961 e la Repubblica d'Irlanda nel 1993.
In Italia il suicidio non è previsto come reato, tuttavia il codice penale con l'articolo 580 punisce quei comportamenti che lo incoraggiano o lo agevolano come l'istigazione o l'aiuto al suicidio.
In India il suicidio è illegale e i familiari sopravvissuti possono dovere affrontare difficoltà di ordine giuridico.
In Germania l'eutanasia attiva è illegale e chiunque dei presenti durante la pratica può essere perseguito per il mancato aiuto.
La Svizzera ha legalizzato il suicidio assistito per i malati mentali cronici. L'alta corte di Losanna, con una sentenza del 2006, ha concesso a un individuo anonimo con una lunga storia di problemi psicologici il diritto di porre fine alla propria vita.
Negli Stati Uniti il suicidio non è illegale, ma può essere associato a sanzioni per coloro che lo tentano. Il suicidio assistito è legale negli Stati dell'Oregon e di Washington.

### Il suicidio nelle religioni

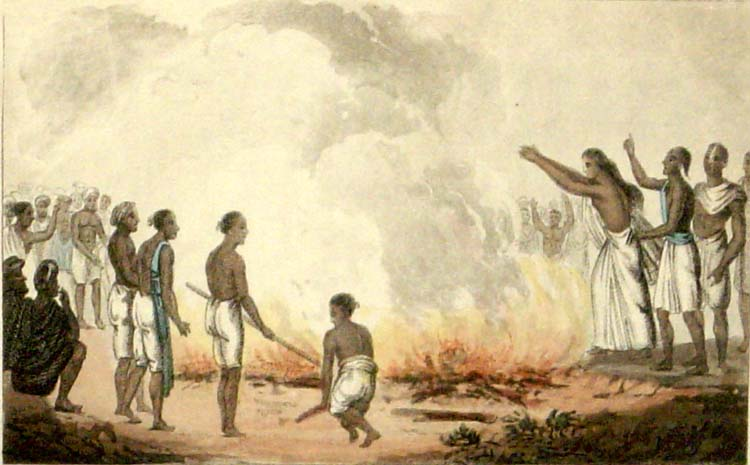
Una vedova indù si getta nella pira del marito, 1820

La maggior parte delle religioni prevede forme di suicidio: in Il ramo d'oro, un saggio scritto dall'antropologo James George Frazer, pubblicato inizialmente nel 1890 e poi ripetutamente ampliato fino alla stesura definitiva del 1915, l'autore riferisce come il suicidio sia ubiquo e frequente, quando si preferisca la morte violenta al declino del corpo.
Nella pratica buddhista del Sokushinbutsu il suicidio è normalmente accettato.
Nel paganesimo si ha una buona considerazione del suicidio.
Nel Vudù è frequente la morte vudù. Nel Tamil è previsto il Vatakkiruttal
Nella maggior parte delle confessioni cristiane il suicidio è considerato un peccato. Ciò si basa in particolare su autorevoli scritti di pensatori, come Agostino d'Ippona e Tommaso d'Aquino. Tuttavia il suicidio non era considerato un peccato sotto il codice Corpus iuris civilis dell'imperatore bizantino Giustiniano. Nella dottrina cattolica la tesi si basa sul comandamento "non uccidere" applicabile ai sensi della Nuova Alleanza da Gesù in Matteo 19:18, così come l'idea che la vita sia un dono dato da Dio, la quale non deve essere disprezzata e che il suicidio "è contro l'ordine naturale" e "interferisce con il piano di Dio per l'umanità".
Tuttavia si ritiene che la malattia mentale o il timore grave della sofferenza diminuisca la responsabilità di chi lo attua. Una controdeduzione è che il quinto comandamento è più esattamente tradotto come "non uccidere", non necessariamente applicato a sé e che Dio ha dato il libero arbitrio per l'uomo. Prendere la propria vita non violerebbe la legge di Dio e che un certo numero di suicidi, da parte dei seguaci di Dio, sono registrati nella Bibbia con nessuna terribile condanna.
L'ebraismo si concentra sull'importanza di valorizzare questa vita e pertanto il suicidio equivale a negare la bontà di Dio nel mondo. Nonostante questo, in circostanze estreme, quando non vi è altra scelta che uccidersi o essere uccisi o costretti a tradire la propria religione, gli ebrei si sono tolti la vita o individualmente o in suicidi di massa (vedi per esempio l'assedio di Masada) e come un severo monito vi è anche una preghiera della liturgia ebraica per "quando il coltello è alla gola" per coloro che muoiono "per santificare il nome di Dio" (vedi martirio). Questi atti hanno ricevuto risposte contrastanti dalle autorità ebraiche, considerati da alcuni come esempi di martirio eroico, mentre altre affermano che era sbagliato togliersi la vita in previsione di un martirio.
Il suicidio non è consentito nell'Islam, malgrado anche per esso valga la considerazione già esposta per l'ebraismo. Nell'Induismo il suicidio è generalmente malvisto e viene considerato ugualmente peccaminoso come uccidere un altro individuo. Scritture indù affermano che chi si suicida entrerà a fare parte del mondo degli spiriti, vagando sulla Terra fino a quando sarebbe altrimenti morto, se non avesse commesso l'atto. Tuttavia l'Induismo accetta il diritto di un uomo di porre fine alla propria vita attraverso la non violenta pratica del digiuno fino alla morte, pratica chiamata prāyopaveśa, ma tale pratica è strettamente limitata alle persone che non hanno alcun desiderio o ambizione e nessuna responsabilità in questa vita. Il giainismo ha una pratica simile di nome Santhara. La pratica del Sati o di auto-immolazione della vedova, era prevalente nella società indù durante il Medioevo.

### Filosofia
Nella cultura greca e romana antiche il suicidio è una questione da sempre dibattuta.

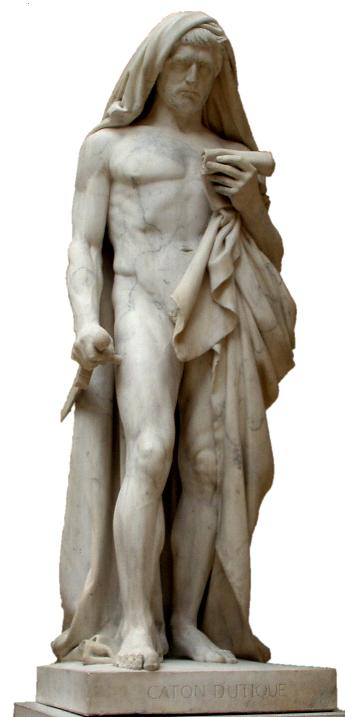
Catone Uticense legge il Fedone prima di togliersi la vita

Il tema del suicidio è stato infatti oggetto di domande lungo la storia della filosofia su cosa porta a compiere un gesto così estremo, se sia da considerare una scelta effettivamente razionale, che cosa lo renda un atto lecito o illecito dal punto di vista morale.
Nei suoi risvolti morali il suicidio era legato in origine, presso le antiche religioni misteriche, anche alla prospettiva della reincarnazione, in vista di un'evoluzione spirituale come nel caso di Empedocle.
Anche i pitagorici si oppongono al suicidio poiché, essendo l'anima con la sua connessione al corpo divenuta impura, uccidendosi si impedisce ogni completa purificazione spirituale e, in più, si rompe colpevolmente l'armonia matematica che lega l'anima al corpo. Porfirio riferisce tuttavia che lo stesso Pitagora si sarebbe suicidato. Secondo Olimpiodoro il Giovane, la massima dei pitagorici con cui costoro miravano a favorire la vita era: "non aiutare a deporre, anzi aiuta a sostenere ciò che grava".
Cicerone ribadisce le idee di Pitagora, secondo il quale l'uomo appartiene alle divinità che decideranno del tempo della sua morte.
(Cicerone, De re publica: Somnium Scipionis, 15)
Tuttavia in alcune circostanze l'uomo può anticipare la fine della sua vita.
Platone nelle Leggi ritiene che occorra vietare la sepoltura pubblica del suicida salvo il caso che il suicidio sia avvenuto per evitare i dolori di una grave malattia, per sfuggire a una vita miserabile, o per sostituire a una condanna a morte un onorevole suicidio come è stato per Socrate:
(Platone, Leggi, IX, 873, C -D)
Nell'antica Atene infatti a una persona che si toglieva la vita senza l'approvazione dello Stato veniva negato l'onore di una sepoltura normale: essa sarebbe stata sepolta da sola, alla periferia della città, senza una lapide o un segno distintivo.
Nel Fedone Platone attenua il suo giudizio affermando che il suicidio deve essere evitato nella città ma che tale morte sia così desiderabile che il saggio non ne possa fare a meno:
(Platone, Fedone, Editrice La Scuola Brescia 1984, VI, 62c.)
I saggi, sostengono gli epicurei, devono ben ponderare se vale la pena continuare a vivere e se ritengono che non lo sia devono suicidarsi senza clamore «come se si uscisse da una stanza piena di fumo». Per esempio per Epicuro il suicidio è un'affermazione della libertà umana sulla legge della necessità che governa la natura. Epicuro scrive:
Aristotele enumera i casi più frequenti di suicidio giudicandoli tutti come un atto di vigliaccheria di chi non ha il coraggio di affrontare la condizione disperata in cui si trova.
(Aristotele, Etica Nicomachea, BUR, Milano 1986, vol.I,V,3)
(Etica Nicomachea, III, 7, 1116a 12-15)
Aristotele considera inoltre il suicidio un'ingiustizia, non tanto di per sé, ma nei confronti dello Stato che viene privato di un concittadino: il suicidio, aggiunge, compromette il benessere della polis.

Lo stoicismo è invece uno degli esempi più noti di filosofia che accetta il suicidio e anzi, in determinate condizioni, lo descrive come un atto naturale. Avendo imparato che i mali sono tali solo in apparenza, lo stoico può infatti accettare il suicidio come atto conclusivo del compito riservatogli dal destino, purché sia una scelta deliberata e non dettata da un impulso momentaneo: deve essere cioè un atto razionalmente giustificato.
(Seneca, Lettere a Lucilio, libro VIII, 70, 28)
Seneca per esempio ammette la liceità della scelta suicida partendo dal presupposto che «non è un bene vivere, ma vivere bene». Per lui solo la virtù e la saggezza hanno valore, mentre la vita, sebbene preferibile alla morte, è un bene indifferente come la ricchezza, gli onori e gli affetti.
Gli stoici considerano la vita degna di essere vissuta se guidata dalla ragione per cui Antistene sostiene che chi è dissennato farebbe bene a impiccarsi: giudizio confermato dal suo discepolo Diogene, il quale
(Diogene Laerzio, Vite dei filosofi, VI,25)
Tra gli stoici che scelsero il suicidio vi furono, oltre allo stesso Seneca, il fondatore della scuola Zenone di Cizio del quale così Diogene Laerzio racconta la morte:
(Diogene Laerzio, op.cit. VII, 28)
Altri seguaci del suicidio stoico furono Catone Uticense, per evitare la cattura da parte di Cesare, e il suo genero Marco Giunio Bruto, uno dei cesaricidi, per evitare analogamente di cadere vivo nelle mani di Ottaviano.
Agli stoici si oppose Plotino, che nel III secolo d.C. scrisse un trattato riguardante il suicidio. Poiché la vita per il filosofo è un percorso evolutivo, che permette di elevarsi attraverso la legge che regola il ciclo delle reincarnazioni, è necessario seguire il suo corso naturale: «E se il rango che ciascuno avrà lassù corrisponde alla sua condizione al momento della morte, non bisogna suicidarsi finché c'è la possibilità di progredire». La vita stessa, in quanto espressione dell'anima che illumina una natura inferiore, è concepita infatti come portatrice di una «presenza divina», quale prodotto ultimo della processione da Dio: «Non ti toglierai la vita, affinché l'anima non se ne vada». Il suicidio provoca, secondo questa impostazione, un danno all'anima che viene cacciata a forza e in maniera innaturale: non esiste per Plotino il suicidio razionale, poiché la violenza al proprio corpo è sempre accompagnata da «angoscia, dolore o ira».
Una ferma condanna del suicidio si ebbe in epoca cristiana da parte di filosofi come Agostino di Ippona e Tommaso d'Aquino.

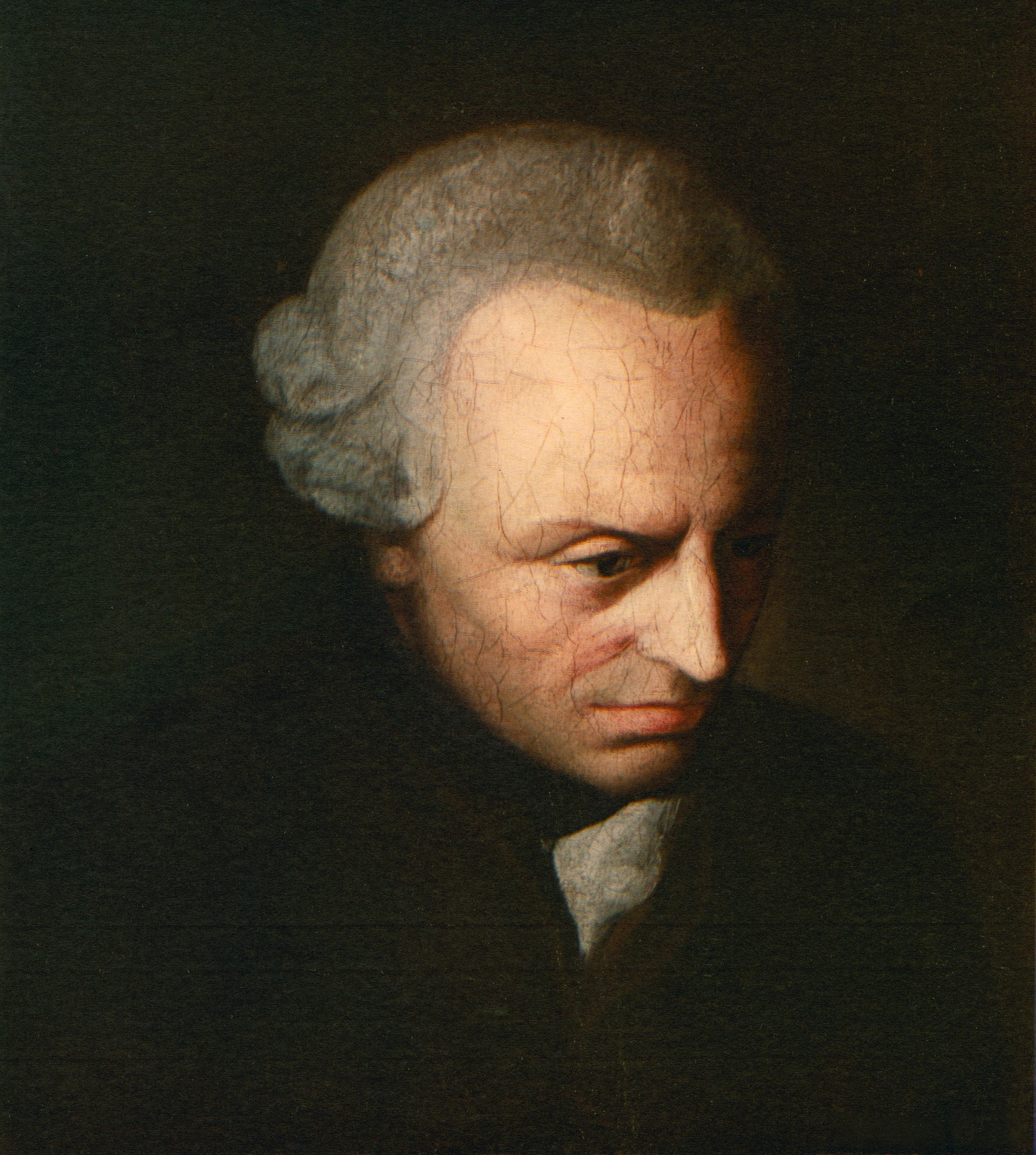
Immanuel Kant si schierò contro il suicidio

In età illuminista si opposero al suicidio Immanuel Kant e John Stuart Mill. Per Kant il suicidio è da considerarsi immorale, in quanto non può diventare una legge universale.
Altri pensatori hanno considerato il suicidio come una questione legittima di scelta personale. I sostenitori di questa posizione sostengono che nessuno dovrebbe essere costretto a subire contro la propria volontà, in particolare da condizioni come una malattia incurabile, una malattia mentale e la vecchiaia, che non hanno alcuna possibilità di miglioramento. Essi rifiutano la convinzione che il suicidio sia sempre irrazionale, sostenendo invece che possa essere l'ultima risorsa valida per quelli che sperimentano un dolore prolungato.
Secondo Arthur Schopenhauer l'obiettivo per liberarsi dal dolore dell'esistenza è superare la volontà di vivere, ma non attraverso il suicidio, che non è una soluzione, ma una delle massime manifestazioni della volontà di vivere. Schopenhauer sostiene che proprio perché si ama troppo la vita e non la si vuole vivere in una condizione sgradevole ci si libera con il suicidio.
(Arthur Schopenhauer, Il mondo come volontà e rappresentazione, paragrafo 69, 1818)
Nell'introduzione a Il mondo come volontà e rappresentazione Sossio Giametta cita il seguente passaggio dall'Ethica di Spinoza:
Poi il filosofo italiano aggiunge di proprio pugno:
Emil Cioran, in qualche modo ricollegandosi al pensiero di Martin Heidegger, intende il costante riferimento alla morte come indispensabile alla fondazione della morale soggettiva; caratteristica è quindi la sua posizione sul suicidio, senza il pensiero del quale, dice esplicitamente, non sarei riuscito a sopravvivere. Il suicidio è interpretato così non come gesto effettivo, ma come possibilità estrema che, in quanto mantenuta nella sua possibilità e non attuata, rende possibile ogni altra azione.
Una presa di posizione forte è quella di coloro che sostengono che le persone dovrebbero potere scegliere autonomamente di morire, indipendentemente dalla loro condizione. Nietzsche scrive: "Muori al momento giusto [...] Io lodo la mia morte che giunge perché la voglio io". I maggiori sostenitori di questa scuola di pensiero sono l'empirista scozzese David Hume e il bioeticista statunitense Jacob Appel.

### Esaltazione del suicidio
In molte culture e sottoculture si è assistito a una esaltazione del suicidio: durante la seconda guerra mondiale l'esercito giapponese ha incoraggiato e glorificato le azioni dei kamikaze, che erano attacchi suicidi da parte di aviatori militari dell'Impero del Giappone contro le navi da guerra Alleate nelle fasi finali della campagna del Pacifico. La società giapponese è stata descritta nel suo complesso come "tollerante" verso il suicidio.
Su internet si trovano molte pagine dedicate a incoraggiare o facilitare i tentativi di suicidio e vi è una certa preoccupazione che tali siti possano spingere soggetti predisposti a compiere tale atto. Sono capitati casi di individui che hanno stretto patti suicidi online, sia con preesistenti amici sia con persone conosciute nelle chat o nei forum. Tuttavia internet può anche aiutare a prevenire il suicidio, fornendo una possibilità di socializzazione per coloro che si sentono isolati.

### Luoghi
Alcuni luoghi particolari sono diventati tristemente noti per gli alti livelli di tentativi di suicidio. Fra questi vi sono il Golden Gate Bridge di San Francisco, la foresta Aokigahara giapponese, la Beachy Head in Inghilterra, il Prince Edward Viaduct di Toronto e il Ponte di Nanchino in Cina.
Al 2010 dal Golden Gate Bridge si sono registrati più di milletrecento suicidi dalla costruzione avvenuta nel 1937. Molti luoghi in cui il suicidio è comune sono stati dotati di barriere per impedirlo. Per esempio l'installazione di una vetrata a Toronto e di barriere sulla Torre Eiffel di Parigi e sull'Empire State Building di New York. A partire dal 2011 una barriera è stata costruita anche per il Golden Gate Bridge. Questi sistemi appaiono essere generalmente molto efficaci.

### Casi a risonanza pubblica
Un famoso esempio di suicidio di massa è accaduto nel 1978 ed è ricordato come eccidio di Jonestown: 918 membri del Tempio del popolo, un culto statunitense guidato da Jim Jones, si tolsero la vita avvelenandosi con cianuro. Oltre 10 000 civili giapponesi si sono suicidati negli ultimi giorni della battaglia di Saipan, avvenuta nel 1944.
Nel 1981 gli scioperi della fame, guidati da Bobby Sands, hanno provocato dieci morti. Durante la seconda guerra mondiale Erwin Rommel è stato trovato morto suicida; colpevole di avere partecipato all'attentato a Hitler del 20 luglio 1944, fu minacciato di un processo pubblico, dell'esecuzione e di rappresaglie sulla sua famiglia, a meno che non si fosse tolto la vita.
Anche nei casi di crollo di un regime politico si sono verificati suicidi di dirigenti, la cui vita o carriera era inestricabilmente legata al periodo storico traumaticamente conclusosi con un fallimento: fu il caso nel 1943 di Manlio Morgagni e nel 1991 di Boris Pugo.
Il suicidio come atto di protesta estrema nonviolenta venne alla ribalta nel 1963, quando alcuni monaci buddhisti si diedero pubblicamente alle fiamme per protestare contro le discriminazioni anti-buddiste del regime del Vietnam del Sud. Analogo fu il gesto dimostrativo di Jan Palach, compiuto a Praga in piazza San Venceslao dopo l'invasione della Cecoslovacchia da parte del patto di Varsavia nell'agosto del 1968, durante la cosiddetta primavera di Praga.
Nel 1998 Alfredo Ormando si diede fuoco in Piazza San Pietro a Roma per protestare contro l'atteggiamento della Chiesa cattolica nei confronti degli omosessuali.

### Il suicidio nelle arti

#### Letteratura

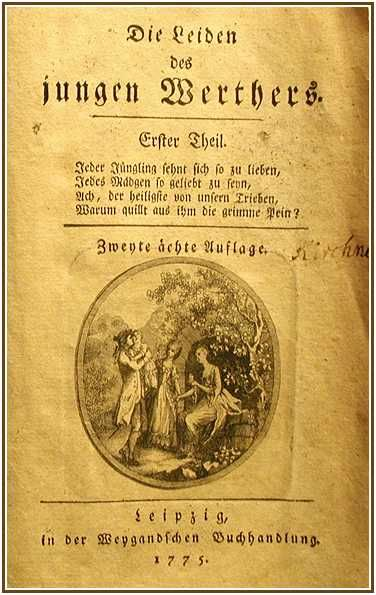
Frontespizio de I dolori del giovane Werther di Johann Wolfgang Goethe

Il suicidio ha sempre affascinato gli scrittori e gli artisti in generale. Tra letteratura e filosofia, Dante Alighieri nella Divina Commedia colloca i suicidi all'Inferno nel cerchio dei violenti contro sé stessi (XI, 40-45), dove condanna Pier della Vigna. Giustifica tuttavia Catone, uccisosi a Utica, collocandolo nel Purgatorio in quanto autore di un gesto eroico di libertà "politica", poiché aveva rinunciato alla vita pur di non sottomettersi al regime di Giulio Cesare. Virgilio si rivolge lui, quale custode dell'accesso al monte del Purgatorio, per presentargli Dante stesso in cerca di libertà: 
(Purgatorio - Canto primo, versi 70-72)
Qualche esempio classico della trattazione del suicidio in letteratura può essere la tragica conclusione di Romeo e Giulietta (1600 circa) di William Shakespeare o il già citato I dolori del giovane Werther di Johann Wolfgang Goethe (1774) o le Ultime lettere di Jacopo Ortis di Ugo Foscolo considerato il primo romanzo epistolare della letteratura italiana (1801), dove il protagonista si uccide, atto che è insieme una liberazione e una protesta: liberazione dal dolore e protesta contro la natura, che ha destinato l'uomo all'eterna infelicità. Nel pensiero di Vittorio Alfieri c'è una visione eroica del suicidio quale estremo atto di libertà. Il tema del suicidio ricorre spesso nelle Operette morali (per esempio nel Dialogo di Plotino e di Porfirio) di Giacomo Leopardi (1827) in cui il poeta fa una distinzione su quelli che potevano essere i motivi di suicidio per le genti del passato e quelli della sua epoca. Il tema fu anche argomento di ispirazione per Madame Bovary di Gustave Flaubert (1856).
Capolavori della letteratura russa, quali I demoni (1871) e il racconto La mite (1876), entrambi di Fëdor Dostoevskij (1871), e Anna Karenina di Lev Tolstoj (1877), trattano il tema del suicidio.
Nella letteratura del XX secolo possiamo citare La signorina Else di Arthur Schnitzler (1924), Fuoco fatuo di Pierre Drieu La Rochelle (1931), L'airone di Giorgio Bassani (1968), Post Mortem di Albert Caraco (1968), Il mare della fertilità, tetralogia di Yukio Mishima (1970), Le vergini suicide di Jeffrey Eugenides (1994), Veronika decide di morire di Paulo Coelho (1998) e Sunset Limited di Cormac McCarthy (2006).

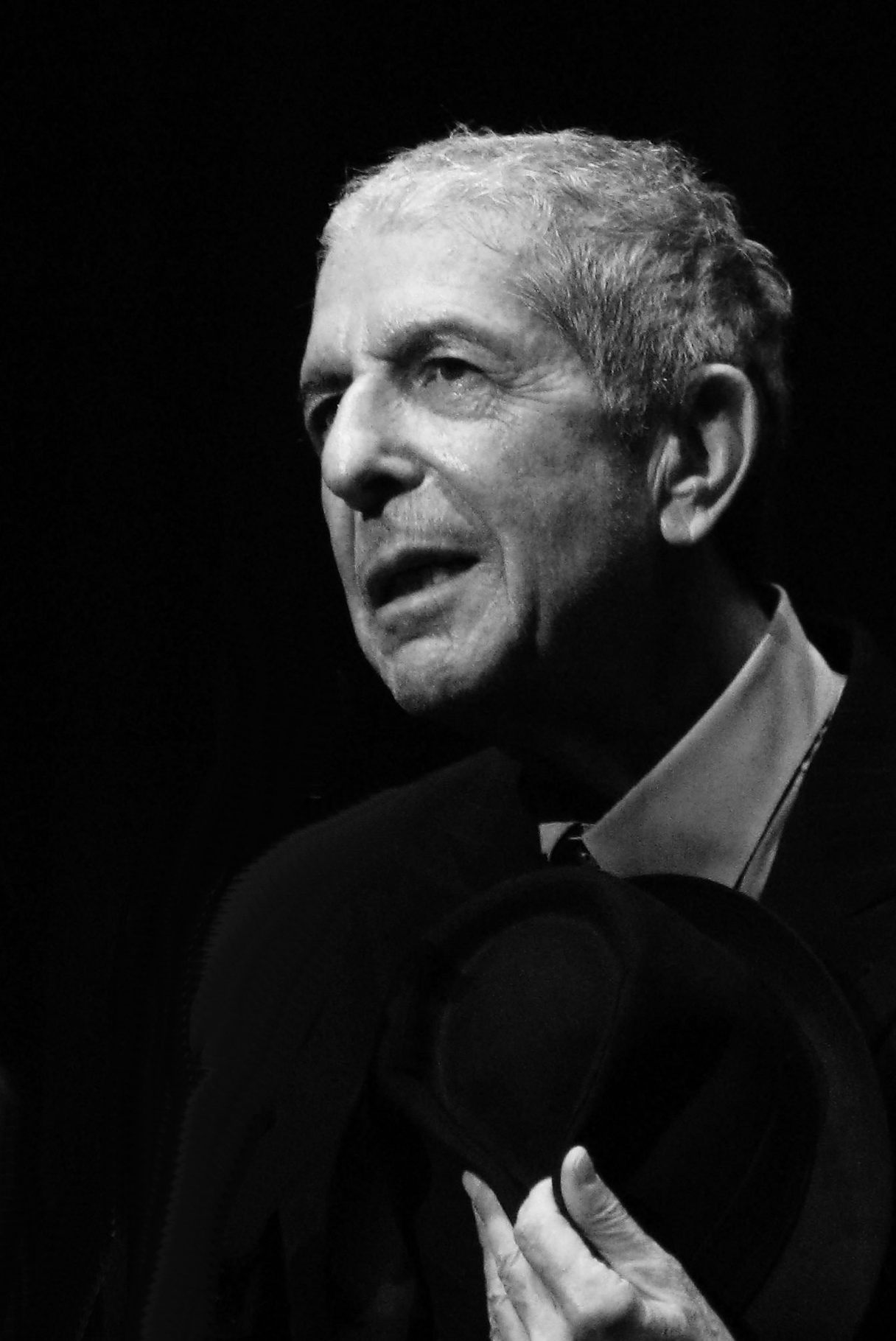
Il cantautore Leonard Cohen ha trattato spesso il tema del suicidio nelle sue canzoni

#### Musica
Il gesto disperato e insieme eroico del suicidio è stato spesso drammatizzato, in chiave per lo più sublime, nel teatro d'opera. È celebre l'aria della protagonista nell'ultimo atto della Gioconda di Amilcare Ponchielli su libretto di Arrigo Boito, che inizia appunto con la parola Suicidio! ("Suicidio!... in questi/Fieri momenti/Tu sol mi resti...").
Nella musica leggera contemporanea sul suicidio è da citare la canzone Tommy di Roberto Vecchioni. Anche Fabrizio De André ha dedicato proprio ai suicidi alcuni suoi più commoventi brani, tra questi Preghiera in gennaio, dedicata a Luigi Tenco, dove esprime pietà e comprensione nei confronti di coloro che: "[...] all'odio e all'ignoranza preferirono la morte". Dello stesso De André vanno ricordate anche La ballata del Michè, che tratta del suicidio di un uomo che preferisce morire piuttosto che sopportare il carcere dopo la condanna per avere ucciso un rivale in amore, e Nancy, traduzione di un brano di Leonard Cohen, Andrea, che narra del suicidio di un giovane omosessuale dopo la morte in guerra del suo amante. I Queen hanno scritto due canzoni, entrambe con testo di Freddie Mercury, che affrontano il tema del suicidio: Don't Try Suicide (dall'album The Game) e Keep Passing The Open Windows (dall'album The Works).
Ti regalerò una rosa di Simone Cristicchi parla invece di un uomo internato in un manicomio per molti anni, che alla fine si suicida "volando" dal tetto. Dello stesso autore, Legato a te, ispirato alla vicenda reale del suicidio assistito di Piergiorgio Welby. La locomotiva di Francesco Guccini racconta, in maniera romanzata, la vera storia del tentativo fallito di suicidio del giovane ferroviere anarchico Pietro Rigosi nel 1893, un esempio di suicidio simbolico a sfondo politico, per protesta contro le dure condizioni di lavoro degli operai e dei contadini e le disuguaglianze sociali. Dello stesso autore anche Primavera di Praga, che narra un altro suicidio di protesta, quello di Jan Palach nel 1968.
In Guardati indietro di Umberto Tozzi l'aspirante suicida ascolta la sua coscienza e decide di rinunciare a compiere l'estremo gesto, così come accade anche al protagonista di Meraviglioso di Domenico Modugno. Sempre Modugno parla di un suicidio riuscito in Vecchio frac. In un altro brano di Tozzi, Luci ed ombre, il protagonista si toglie la vita perché non può sopportare la perdita della sua ragazza e lo stesso avviene in Preghiera di I Cugini di Campagna. Il tema è affrontato anche in Lamette di Donatella Rettore, Albergo a ore di Herbert Pagani, Ultimo amore di Vinicio Capossela, La guerra è finita dei Baustelle, Suicidio d'amore di Gianna Nannini, Morire di leva di Claudio Lolli, Suicidio di Mauro Pelosi, Ricette di Johnny Dorelli, Maria Marea dei Pooh, Giuda e Tradimento e perdono di Antonello Venditti (entrambi dall'album Dalla pelle al cuore), Breve invito a rinviare il suicidio di Franco Battiato e Mario di Enzo Jannacci e Pino Donaggio, La sedia di lillà di Alberto Fortis.
Lo stesso tema è stato affrontato più volte nel rock, nel grunge (per esempio dai Nirvana di Kurt Cobain, il quale si suicidò) e nell'emo statunitensi, ma in modo particolare nel metal estremo. Questo tema viene affrontato molto spesso nel genere chiamato depressive black metal: qui il suicidio è visto come la fonte di liberazione dalle sofferenze, come qualcosa di estremamente romantico e sublime. Sempre nell'ambito dell'extreme metal si possono ricordare due macabri episodi di suicidio, ovvero quello dell'ex cantante dei Mayhem Per Yngve Ohlin, che l'8 aprile 1991 si uccise tagliandosi la gola e le vene dei polsi e sparandosi un colpo di fucile alla testa, e la morte di Jon Nödtveidt, ex cantante e chitarrista dei Dissection, avvenuta la notte del 16 agosto 2006 a causa di un colpo di pistola autoinflittosi alla testa: il ritrovamento del corpo di quest'ultimo all'interno di un cerchio di candele accese diede vita tra i fan a ogni genere di supposizioni riguardo alle ragioni del gesto.
Il gruppo statunitense System of a Down affronta questo tema nel suo singolo Chop Suey!. Anche il gruppo Five Finger Death Punch ha prodotto una canzone al riguardo, ossia Coming Down.

## Nel mondo animale
Stando alle ricerche del CICAP, la letteratura scientifica non reperta evidenze su casistiche di suicidio nel mondo animale, se non aneddotiche e per lo più indirette.
Le descrizioni più suggestive di atti con significato suicidario tra gli animali riguardano azioni autolesive poste in essere da animali tenuti in cattività, che talora iniziano azioni violente che esitano nella loro morte. Secondo l’interpretazione più condivisa, tali azioni autolesive sono tentativi “ciechi” di liberarsi, con l’animale che si lancia ripetutamente contro i muri o le palizzate che lo tengono prigioniero o che si avvolge tra le catene che lo imprigionano, morendo per asfissia.
Una credenza abbastanza diffusa sostiene che i lemmini compiano periodicamente suicidi di massa per contrastare la sovrappopolazione, ma si tratta in realtà di una falsità diffusa da un documentario del 1958, in cui le scene del suicidio dei lemmini furono costruite ad arte.
In conclusione, non esistono casi documentati di animali che si uccidono o casi che superino obiezioni di antropomorfismo. L'homo sapiens resta l'unico animale che lo fa.